# اف‌اس ایر سرویس
اف‌اس ایر سرویس (به انگلیسی: FS Air Service) یک شرکت هواپیمایی با کد یاتا 4A است که در تاریخ ۱۹۸۶ میلادی تأسیس شده است.
دفتر مرکزی اف‌اس ایر سرویس در انکوریج، آلاسکا، ایالات متحده آمریکا واقع شده‌است.